# Andreas Bauer (Theologe)

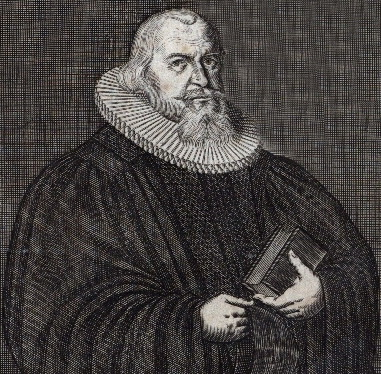
Andreas Bauer

Andreas Bauer (* 10. März 1590 in Zeitz; † 15. November 1638 in Leipzig) war ein deutscher lutherischer Theologe.

## Leben
Der Sohn des gleichnamigen Bürgers und Ratmannes in Zeitz († 29. Juni 1595 in Zeitz) und dessen Frau Ursula (* 7. Juni 1552 in der Propsteimühle bei Zeitz; † 19. September 1613 in Zeitz), Tochter des aus Eger stammenden Müllers Bastian Neidhart und der Katharina Zeißler aus Zeitz, hatte die Stadtschule seiner Heimatstadt besucht und Unterricht von Privatlehrern erhalten. 1607 bezog er die Universität Leipzig, wozu er ein Ratsstipendium der Stadt Zeitz für drei Jahre erhielt. Seine ersten Studien absolvierte er bei Bruno Beccerus (1582–1609), erwarb noch 1608 das Baccalaureat, wurde im Januar 1610 Magister der Philosophie, erhielt ein kurfürstliches Stipendium und nahm ein Studium der Theologie in Angriff.
Dazu besuchte er die Vorlesungen von Burchard Harbart (1546–1614) sowie von Johann Mülmann (1573–1613). Er wurde selbst Lehrer anderer Studenten und trat 1611 eine Stelle als Lehrer der Tertiusklasse an der Leipziger Nicolaischule an. Später stieg er zum Konrektor der Bildungsanstalt auf, wurde 1613 Baccalaureus der Theologie, hielt an der philosophischen Fakultät Vorlesungen, habilitierte sich und wurde dort als Assessor an die philosophische Fakultät aufgenommen.
1621 tauschte er seine pädagogische Tätigkeit mit einer theologischen, wurde unterster Diakon an der Leipziger Nikolaikirche und stieg im Laufe der Zeit bis 1629 zum Archidiakon auf. 1633 übernahm er die Professur der hebräischen Sprache an der theologischen Fakultät, erwarb 1634 das Lizentiat der Theologie, stieg 1637 in die vierte theologische Professur auf und promovierte zum Doktor der Theologie.
Bauer, der vier Belagerungen von Leipzig erlebt hatte, starb am 10. März 1590 in Zeitz an den Folgen eines Katarrhs und wurde am 18. November in der Leipziger Paulinerkirche begraben, wo man ihm und seiner zweiten Frau ein Epitaph errichtete.

## Familie
Bauer war zwei Mal verheiratet.
1623 verheiratete er sich mit Rebecca († 1631), die Tochter des Juristen Franz Romanus (1550–1636). Aus dieser Ehe gingen drei Söhne hervor, die jedoch wieder jung verstarben.
Seine zweite Ehe ging er mit Margarethe Blume (* 17. Mai 1607 in Wittenberg; † 29. Oktober 1647 in Leipzig), der Witwe des Leipziger Buchhändlers Zacharias Schürer († 18. Januar 1629 in Leipzig), der Tochter des Wittenberger Ratskämmerers Michael Blume (* 27. Januar 1553 in Freiberg/Sachsen; † 18. Januar 1613 in Wittenberg) und dessen Frau Magaretha († 19. Oktober 1637 in Wittenberg), die Tochter des Lizentiaten der Medizin und Professors in Leipzig Moritz Steinmetz (* 27. April 1529 in Görsbach;  † 2. Juli 1584 in Leipzig), ein. Die Ehe blieb kinderlos.

## Veröffentlichungen (Auswahl)
- Diss. De vera, reali ac substantiali carnis et sanguinis Christi in actione coenae praesentia.
- Disputatio De Lege Morali. Leipzig 1634.
- Disputationum Logicarum Septima De Natura & Divisionibus Enunciationis. Leipzig 1617.
- Disputationum Logicarum Sexta De Quinq[ue] Categoriarum Hypotheoriis sive Postpraedicamentis. Leipzig 1617.
- Disputationum Ethicarum Decima De Amicitiae Officiis & adiunctis, e lib. 9 Ēthikōn Nikomacheiōn … Leipzig 1616.
- Disputationum Ethicarum Nona De Amicitia Natura ac speciebus per se & cum civili societate comparatis, e lib. 8 Ēthikōn Nikomacheiōn … Leipzig 1616.
- Disputationum Ethicarum Septima De Virtutibus Intellectualibus e lib. 6 Ēthikōn Nikomacheiōn Quam … Leipzig 1616.
- Disputationum Ethicarum Septima De Virtutibus Intellectualibus … Leipzig 1616.
- De Locis Apodicticis Theses. Leipzig 1614.
- Novella Honoris Porta feliciter Aperta Reverendo-admodum, Clarissimo et Excellentissimo Viro. 1634.